# Schermen op de Olympische Zomerspelen 1936
Schermen is een van de sporten die beoefend werden tijdens de Olympische Zomerspelen 1936 in Berlijn.

## Heren

### floret individueel
| rang   | sporter(s)             | land | punten |
| ------ | ---------------------- | ---- | ------ |
| Goud   | Giulio Gaudini         | ITA  | 14     |
| Zilver | Edward Gardère         | FRA  | 12     |
| Brons  | Giorgio Bocchino       | ITA  | 8      |
| 4      | Erwin Casmir           | GER  | 8      |
| 5      | Gioacchino Guaragna    | ITA  | 6      |
| 6      | Raymond Bru            | BEL  | 6      |
| 7      | André Gardère          | FRA  | 2      |
| 8      | Georges de Bourguignon | BEL  | 0      |

### floret team
| rang   | sporter(s) | land |
| ------ | --- | ---- |
| Goud   | Giulio Gaudini Gioacchino Guaragna Gustavo Marzi Giorgio Bocchino Manlio Di Rosa Ciro Verratti                   | ITA  |
| Zilver | Jacques Coutrot André Gardère René Lemoine René Bougnol Edward Gardère René Bondoux                              | FRA  |
| Brons  | Siegfried Lerdon August Heim Julius Eisenecker Erwin Casmir Stefan Rosenbauer Otto Adam                          | GER  |
| 4      | Josef Losert Karl Sudrich Hans Lion Roman Fischer Hans Schönbaumsfled Ernst Baylon                               | AUT  |
| 5      | József Hátszeghy Lajos Maszlay Aladár Gerevich Béla Bay Antal Zirczy Ottó Hátszeghy                              | HUN  |
| 5      | André van de Werve de Vorsselaer Jean Heeremans Paul Valcke Henri Paternoster Georges de Bourguignon Raymond Bru | BEL  |
| 5      | Joseph Levis Hugh Allesandroni John Potter John Hurd Warren Dow William Pecora                                   | USA  |
| 5      | Roberto Larraz Hector Lucchetti Angel Gorordo Palacios Luis Lucchetti Rodolfo Valenzuela Manuel Torrente         | ARG  |

### degen individueel
| rang   | sporter(s)                 | land | punten |
| ------ | -------------------------- | ---- | ------ |
| Goud   | Franco Riccardi            | ITA  | 13     |
| Zilver | Saverio Ragno              | ITA  | 12     |
| Brons  | Giancarlo Cornaggia-Medici | ITA  | 12     |
| 4      | Hans von Drakenberg        | SWE  | 10     |
| 5      | Charles Debeur             | BEL  | 9      |
| 6      | Henrique da Silveira       | POR  | 8      |
| 7      | Raymond Stasse             | BEL  | 8      |
| 8      | Ian Campbell-Gray          | GBR  | 8      |

### degen team
| rang   | sporter(s) | land |
| ------ | --- | ---- |
| Goud   | Saverio Ragno Alfredo Pezzana Giancarlo Cornaggia-Medici Edoardo Mangiarotti Franco Riccardi Giancarlo Brusati | ITA  |
| Zilver | Hans Granfelt Sven Thofelt Gösta Almgren Gustaf Dyrssén Hans von Drakenberg Birger Cederin                     | SWE  |
| Brons  | Michel Pécheux Bernard Schmetz Georges Buchard Henri Dulieux Paul Wormser Philippe Cattiau                     | FRA  |
| 4      | Joseph Uhlmann Otto Schröder Ernst Röthig Siegfried Lerdon Hans Esser Eugen Geiwitz                            | GER  |
| 5      | Raymond Stasse Robert 't Sas Charles Debeur Hervé du Monceau de Bergendael Jean Plumier Marcel Heim            | BEL  |
| 5      | Frank Righeimer jr. Thomas Sands Tracy Jaeckel Gustave Heiss Miguel de Capriles Andrew Boyd                    | USA  |
| 5      | Jerzy Staskewicz Teodor Zaczyk Kazimierz Szempliński Antoni Franz Rajmund Karwicki Roman Kantor                | POL  |
| 5      | Henrique da Silveira Gustavo Carinhas Paulo d'Eça Leal João Sassetti António Mascarenhas de Menezes            | POR  |

### sabel individueel
| rang   | sporter(s)       | land | punten |
| ------ | ---------------- | ---- | ------ |
| Goud   | Endre Kabos      | HUN  | 14     |
| Zilver | Gustavo Marzi    | ITA  | 12     |
| Brons  | Aladár Gerevich  | HUN  | 12     |
| 4      | László Rajcsányi | HUN  | 10     |
| 5      | Vincenzo Pinton  | ITA  | 10     |
| 6      | Giulio Gaudini   | ITA  | 6      |
| 7      | Antoni Sobik     | POL  | 4      |
| 8      | Josef Losert     | AUT  | 4      |

### sabel team
| rang   | sporter(s)                                                                                         | land |
| ------ | -------------------------------------------------------------------------------------------------- | ---- |
| Goud   | Endre Kabos Aladár Gerevich Tibor Berczelly Pál Kovács László Rajcsányi Imre Rajczy                | HUN  |
| Zilver | Vincenzo Pinton Giulio Gaudini Aldo Masciotta Gustavo Marzi Aldo Montano Athos Tanzini             | ITA  |
| Brons  | Richard Wahl Julius Eisenecker Erwin Casmir August Heim Hans Esser Hans Jörger                     | GER  |
| 4      | Władysław Dobrowolski Antoni Sobik Władysław Segda Adam Papée Marian Suski Teodor Zaczyk           | POL  |
| 5      | Josef Losert Karl Kaschka Hubert Loisel Hugo Weczereck Karl Hanisch Karl Sudrich                   | AUT  |
| 5      | Maurice Gramain Marcel Fauré Edward Gardère Jean Piot André Gardère Roger Barisien                 | FRA  |
| 5      | Miguel de Capriles Bela de Nagy Norman Armitage Samuel Stewart John Huffman Peter Bruder           | USA  |
| 5      | Ate Faber Antonius Cornelis Montfoort Frans Mosman Franciscus Pieter van Wieringen Jacob Schriever | NED  |

## Dames

### floret individueel
| rang   | sporter(s)            | land | punten |
| ------ | --------------------- | ---- | ------ |
| Goud   | Ilona Elek-Schacherer | HUN  | 12     |
| Zilver | Helene Mayer          | GER  | 10     |
| Brons  | Ellen Preis           | AUT  | 10     |
| 4      | Hedwig Hass           | GER  | 10     |
| 5      | Karen Lachmann        | DEN  | 6      |
| 6      | Jenny Addams          | BEL  | 4      |
| 7      | Ilona Vargha          | HUN  | 4      |
| 8      | Elisabeth Grasser     | AUT  | 0      |

## Medaillespiegel
| rang   | land       | goud | zilver | brons | totaal |
| ------ | ---------- | ---- | ------ | ----- | ------ |
| 1      | Italië     | 4    | 3      | 2     | 9      |
| 2      | Hongarije  | 3    | 0      | 1     | 4      |
| 3      | Frankrijk  | 0    | 2      | 1     | 3      |
| 4      | Duitsland  | 0    | 1      | 2     | 3      |
| 5      | Zweden     | 0    | 1      | 0     | 1      |
| 6      | Oostenrijk | 0    | 0      | 1     | 1      |
| totaal | totaal     | 7    | 7      | 7     | 21     |